# Mir Taqi Mir
Meer Muhammad Taqi Meer (em urdu:  مِیر تقی مِیرؔ‎—Mīr Taqī MīrMīr Taqī Mīr), de quem takhallus (assinatura literária) foi Mir (em urdu:  مِیرؔ‎—MīrMīr) (às vezes também escrito Meer Taqi Meer), foi o expoente da poesia Urdu do século XVIII, e um dos pioneiros que deu forma à própria língua Urdu. Ele foi um dos principais poetas da Escola em Deli do gazel urdu e ficou sem dúvida como o mais importante nome na poesia urdu, muitas vezes relembrado como Khudā-e sukhan (deus da poesia).